# Arahan
Az Arahan (eredeti cím: 아라한 장풍 대작전, Arahan csangphung tedzsakcson, angolos írásmóddal: Arahan jangpung daejakjeon)  2004-ben bemutatott dél-koreai harcművészeti akcióvígjáték, fantasy. Rendezője Rju Szungvan, akinek ez a harmadik filmje. Főszereplő a rendező testvére, Rju Szungpom és Jun Szoi.
A film viszonylagos anyagi siker volt, Dél-Koreában kétmillióan látták moziban.

## Cselekménye
|  | Alább a cselekmény részletei következnek! |

Amikor egy motoros tolvaj elrabolja egy járókelő táskáját, az ügyetlen és naiv újonc rendőr, Szanghvan a tettes nyomába ered. Ugyanezt teszi a harcművészetekben jártas Idzsin, aki elkapja a tolvajt, de véletlenül egy „erőlökéssel” a fiatal rendőrt találja el. Amikor hazaviszi az otthonába, öt bölcs tao-mester akupunktúrás kezelésbe veszi a sérült fiút, akiről megállapítják, hogy meglepően erős csi-vel rendelkezik (az univerzum egyetemes szellemi energiájával), és nagy harcos, marucsi válhat belőle.
Szanghvan izgatottságában spontán módon erőlökést alkalmaz, a falon jár, és lebegni kezd (később azonban ezeket nem tudja előidézni). Mivel a mesterek kiválasztják, edzeni kezd.
Eközben a gonosz és hataloméhes Hugun véletlenül kiszabadul a börtönéből, ahová több száz éve zárták. Egy zálogosból kiszívja annak energiáit és őt megöregítve megfiatalítja magát. Ellop egy régi kardot és a tao-mesterekre támad, akik a hatalomhoz vezető kulcsot őrzik. Azonban nem öli meg a mestereket, hanem a meridiánjaik elzárásával katatón állapotba küldi őket. Ha Hugun megszerzi a kulcsot, ő lesz Arahan, a világ ura. A „kulcs” egy tetoválás, ami az egyik mester hátán volt látható, de ő kézrátétellel átadta azt Szanghvannak.
Amikor Hugun az utolsó mestert is harcképtelenné teszi, annak lánya, Idzsin és Szanghvan összecsapnak vele.
|  | Itt a vége a cselekmény részletezésének! |

## Szereplők
- Rju Szungbom – Szanghvan, kezdő, fiatal rendőr
- Jun Szoi – Idzsin, fiatal lány
- 안성기 An Szonggi – Csa Un
- 정두홍 Csong Duhong – Hugun
- 김수현 Kim Szuhjon – tv-s házigazda
- 김효선 Kim Hjoszon – tv-s házigazda
- 윤주상 Jun Dzsuszang – Mu Un
- 김지영 Kim Dzsijong – Panja
- 백찬기 Pek Cshanggi – Szolun
- 김영인 Kim Jongin – Juk Pong
- 박윤배 Pak Junbe – Cshö rendőrtiszt
- 이원 I Von – Szun Dong
- 봉태규 Pong Thegju – Pong rendőrtiszt
- 이외수 I Öszu – Pek Phung
- 안길강 An Gilgang – Mr. Gang, gengszter

## Megjelenése
Magyarországon csak DVD-n jelent meg, 2010. július 7-én.

## Forgatási helyszínek
Szöul, Dél-Korea – külső jelenetek, illetve háttér

## Érdekesség
- Néhány humoros jelent közben a háttérben a Yie Ar Kung-Fu videójáték zenéje hallható, a dal címe King Joe – Kung Fu (közrem. Red-Roc)

## Fordítás
Ez a szócikk részben vagy egészben  az   Arahan című angol Wikipédia-szócikk fordításán alapul.  Az eredeti cikk szerkesztőit annak laptörténete sorolja fel. Ez a jelzés csupán a megfogalmazás eredetét és a szerzői jogokat jelzi, nem szolgál a cikkben szereplő információk forrásmegjelöléseként.